# ジサイチョウ属
ジサイチョウ属（じさいちょうぞく、Bucorvus）は、鳥綱サイチョウ目に分類される属。IOC World Bird List (v11.1)やClements Checklist (v2019)では本属のみでジサイチョウ科を構成する。一方でBirdLife Internationalでは2020年の時点で本属をサイチョウ科に分類している。

## 形態
体重4キログラムと、サイチョウ類では大型種で構成される。全身は黒い羽毛で被われ、初列風切は白い。
眼の周囲や喉に羽毛がなく、皮膚が裸出する。眼の周囲の裸出部の色彩はジサイチョウでは青で、ミナミジサイチョウでは赤。喉の裸出部の色彩はジサイチョウのオスとミナミジサイチョウのメスは赤と青で、ジサイチョウのメスは青、ミナミジサイチョウのオスは赤。ジサイチョウは嘴の上部に兜状の角質突起があるが、ミナミジサイチョウは角質突起が嘴に沿った単純な形状をしている。
頸椎の数は15。

## 分類
属名Bucorvusは、サイチョウ属Bucerosとラテン語でワタリガラスの意があるcorvusの組み合わせとする説もある。
以下の分類・英名は、IOC World Bird List(v11.1)に従う。和名は山階（1986）に従う。
- Bucorvus abyssinicus ジサイチョウ Abyssinian ground hornbill
- Bucorvus leadbeateri ミナミジサイチョウ Southern ground hornbill

## 画像

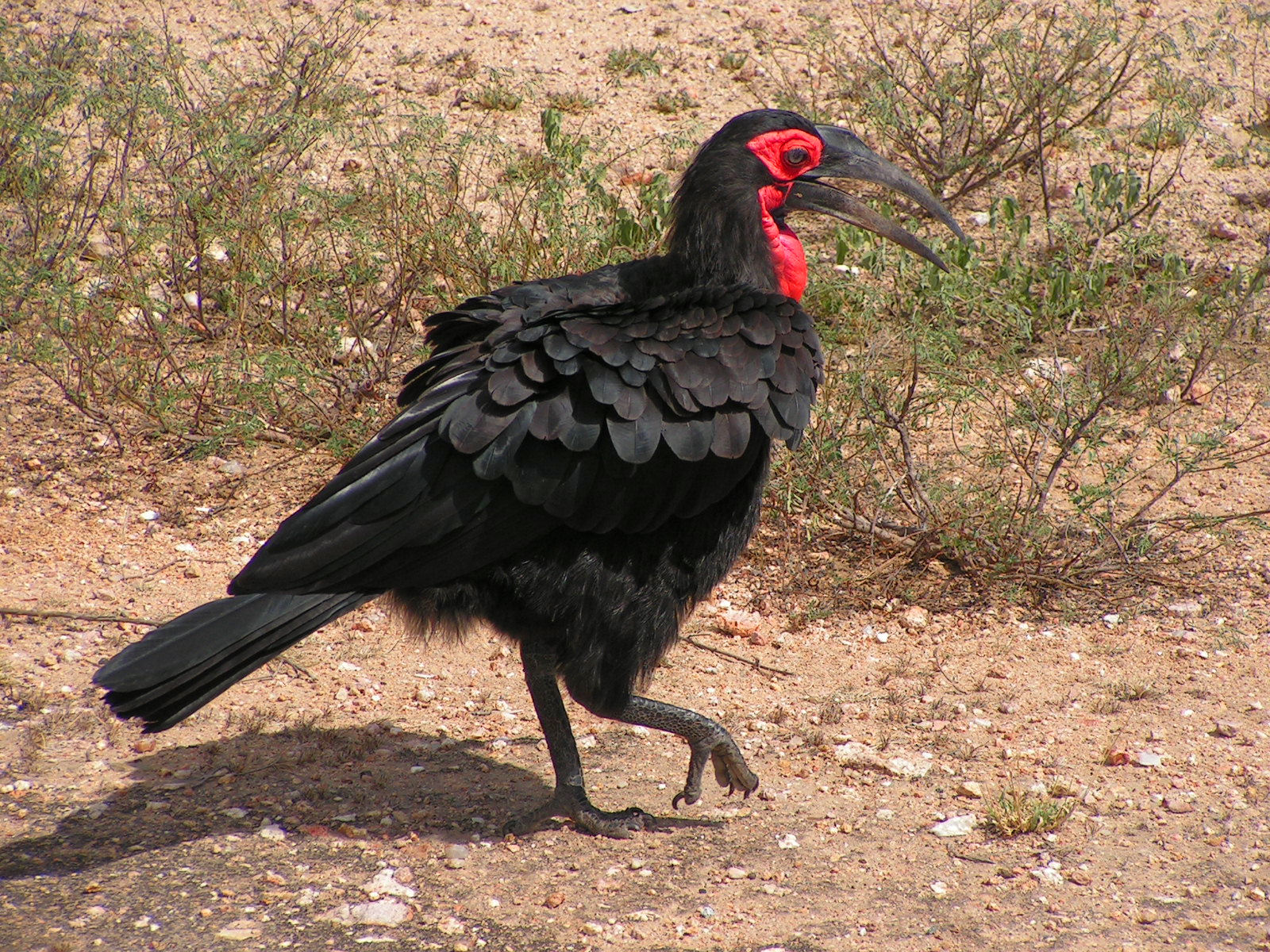
ミナミジサイチョウ B. leadbeateri